# Collegio uninominale Calabria - 04 (Camera dei deputati 2017)
Il collegio elettorale uninominale Calabria - 04 è stato un collegio elettorale uninominale della Repubblica Italiana per l'elezione della Camera tra il 2017 ed il 2022.

## Territorio
Come previsto dalla legge elettorale italiana del 2017, il collegio era stato definito tramite decreto legislativo all'interno della circoscrizione Calabria.
Era formato dal territorio di 29 comuni: Amato, Borgia, Caraffa di Catanzaro, Catanzaro, Conflenti, Cortale, Curinga, Decollatura, Falerna, Feroleto Antico, Girifalco, Gizzeria, Jacurso, Lamezia Terme, Maida, Marcellinara, Martirano, Martirano Lombardo, Miglierina, Motta Santa Lucia, Nocera Terinese, Pianopoli, Platania, San Floro, San Mango d'Aquino, San Pietro a Maida, Simeri Crichi, Soveria Mannelli e Soveria Simeri.
Il collegio era quindi interamente compreso nella provincia di Catanzaro.
Il collegio era parte del collegio plurinominale Calabria - 02.

## Eletti
| Elezione | Elezione | Deputato            | Partito               |
| -------- | -------- | ------------------- | --------------------- |
|          | 2018     | Giuseppe d'Ippolito | Movimento 5 Stelle    |
|          | 2022     | Giuseppe d'Ippolito | Insieme per il futuro |

## Dati elettorali

### XVIII legislatura
Come previsto dalla legge elettorale, 232 deputati erano eletti con sistema a maggioranza relativa in altrettanti collegi uninominali a turno unico.
| Candidati              | Candidati                     | Voti    | %     | Liste                                | Voti    | %     |
| ---------------------- | ----------------------------- | ------- | ----- | ------------------------------------ | ------- | ----- |
|                        | Giuseppe d'Ippolito ✔️ Eletto | 52 756  | 45,50 | Movimento 5 Stelle                   | 52 756  | 45,50 |
|                        | Domenico Tallini              | 36 460  | 31,45 | Forza Italia                         | 22 314  | 19,25 |
| Lega                   | Domenico Tallini              | 36 460  | 31,45 | 7 262                                | 6,26    |       |
| Fratelli d'Italia      | Domenico Tallini              | 36 460  | 31,45 | 5 350                                | 4,61    |       |
| Noi con l'Italia - UDC | Domenico Tallini              | 36 460  | 31,45 | 1 534                                | 1,32    |       |
|                        | Antonio Viscomi               | 18 542  | 15,99 | Partito Democratico                  | 16 541  | 14,27 |
| +Europa                | Antonio Viscomi               | 18 542  | 15,99 | 1 199                                | 1,03    |       |
| Italia Europa Insieme  | Antonio Viscomi               | 18 542  | 15,99 | 522                                  | 0,45    |       |
| Civica Popolare        | Antonio Viscomi               | 18 542  | 15,99 | 280                                  | 0,24    |       |
|                        | Aldo Rosa                     | 2 508   | 2,16  | Liberi e Uguali                      | 2 508   | 2,16  |
|                        | Francesco Dattilo             | 1 571   | 1,35  | Potere al Popolo!                    | 1 571   | 1,35  |
|                        | Massimo Cristiano             | 1 519   | 1,31  | CasaPound                            | 1 519   | 1,31  |
|                        | Raffaele Iiritano             | 895     | 0,77  | Italia agli Italiani                 | 895     | 0,77  |
|                        | Maria Grazia Folino           | 701     | 0,60  | Il Popolo della Famiglia             | 701     | 0,60  |
|                        | Adrian Pileggi                | 457     | 0,39  | Partito Comunista                    | 457     | 0,39  |
|                        | Giuseppe Aversa               | 274     | 0,24  | Partito Valore Umano                 | 274     | 0,24  |
|                        | Francesca Aroma               | 163     | 0,14  | Per una Sinistra Rivoluzionaria      | 163     | 0,14  |
|                        | Maurizio Corasaniti           | 99      | 0,09  | Lista del Popolo per la Costituzione | 99      | 0,09  |
| Totale                 | Totale                        | 115 945 | 100   |                                      | 115 945 | 100   |
|                        |                               |         |       |                                      |         |       |
| Voti non validi        | Voti non validi               | 4 874   | 4,03  |                                      |         |       |
| Votanti                | Votanti                       | 120 819 | 64,41 |                                      |         |       |
| Elettori               | Elettori                      | 187 577 |       |                                      |         |       |